# Opleverlijst
Een opleverlijst is de lijst die behoort bij de oplevering van een gebouw, (1.) na gereedkomen van de bouw of (2.) na het beëindigen van de huur.

## Opleverlijst bouw
De opleverlijst die gehanteerd wordt bij de oplevering van een gebouw wanneer het gebouw (volgens de aannemer) gereed is, bevat de restpunten. Deze restpunten moeten nog door de aannemer worden opgelost of afgewerkt alvorens het gebouw definitief gereed is.
Uitgangspunt bij het opstellen van de opleverlijst is de beschrijving (vaak het bestek) die van tevoren is opgesteld en waaraan het gebouw moet voldoen wanneer het gereed is. Opleverlijsten leveren vaak problemen op, doordat de aannemer moet werken in een gebouw waar de eigenaar of gebruiker ook al aan de slag wil. De aannemer moet volgens een vooraf opgestelde planning het gebouw opleveren. Door oponthoud in de bouw komt de aannemer soms in tijdnood en moet dan opleveren terwijl er nog werkzaamheden uit te voeren zijn. Daardoor wordt een opleverlijst lang en daarmee wordt het afwerken van de opleverlijst een probleem. Om hieraan te ontkomen, werken veel aannemers met hun opdrachtgever met een zogenaamde "vooropname". Deze wordt op eenzelfde manier gehouden als de oplevering en levert een "vooropnamelijst" met restpunten op. Omdat de vooropname op een tijdstip vóór de feitelijke oplevering wordt gehouden, weten partijen hoe het werk er voor staat en kan voorkomen worden dat er te veel restpunten op de opleverlijst komen.
Het burgerlijk wetboek is heel specifiek over de oplevering en staat (in principe) het gebruik van een opleverlijst niet toe.

## Opleverlijst na beëindiging van de huur van een huurwoning
De opleverlijst die gehanteerd wordt bij de oplevering van een huurwoning is de lijst waarop staat vermeld wat de vertrekkende huurder nog moet aanpassen aan de huurwoning. Deze lijst moet door de vertrekkende huurder worden afgewerkt om aan de verplichting te voldoen: "het gehuurde achter laten zoals voor de aanvang van de huurperiode aangetroffen". Er zijn wel wat mogelijkheden om hieraan te ontkomen:
- het gehuurde verkeert in een goede staat, maar er is natuurlijke slijtage zichtbaar - deze hoeft niet te worden hersteld;
- in het gehuurde zijn veranderingen aangebracht die door de verhuurder zijn goedgekeurd - zogeheten ZAV's (zelf aangebrachte voorzieningen);
- het mankement kan zonder noemenswaardige kosten worden verholpen;
- de aanpassing of verandering voldoet aan de eisen die gesteld kunnen worden aan de uitgangssituatie (het is geen verslechtering maar eerder een verbetering);
- met de nieuwe huurder wordt middels een overnameovereenkomst afgesproken dat de nieuwe huurder de zaken overneemt.

Indien de vertrekkende huurder zijn verplichtingen in deze niet nakomt worden de werkzaamheden door de verhuurder financieel afgehandeld. Dit houdt in dat de vertrekkende huurder een rekening gepresenteerd krijgt.
Het burgerlijk wetboek, Boek 7, Titel 4 Huur gaat in zijn geheel over de huur en beschrijft de oplevering tot in detail.
Naast algemene informatie hebben verhuurders (met name corporaties) vaak hun eigen informatie en regels inzake de oplevering.
Een belangrijk aandachtspunt is de datum waarvoor of waarna de huurovereenkomst is afgesloten: 1 augustus 2003. Dit heeft te maken met de oude of nieuwe huurwetgeving waarvan de overgangsdatum 1 augustus 2003 is.